# Хипонома
Хипонома је личност из грчке митологије.

## Митологија
Према Аполодору, била је Менекејева кћерка и Креонтова сестра. Удала се за Алкеја и са њим имала децу; Амфитриона, Анаксо и Перимеду. Међутим, према Паусанији, Алкејева супруга је била Лаонома или Лисидика.